# Classe Curtatone
La classe Curtatone est une classe de destroyers construit pour la Regia Marina dans les années 1920.

## Conception
Les quatre navires lancés entre 1922-23 qui suivirent la classe Palestro étaient supérieurs en tonnage et dimensions, mais semblables d’apparence et d’armement. Ils n’avaient plus notamment ce gouvernail remontant sur le cul, caractérisant les destroyers Italiens de l’époque. Ils furent terminés et mis en service au cours des années 1924-25. Leur cheminée avant fut rallongée en 1930 et ils furent reclassés comme torpilleurs en 1938. 
Leur armement était inchangé au début de la guerre, mais ils reçurent de la DCA en 1942-43 (6 canons de 20 mm AA, à la place de deux pièces de 102 mm), et le Catalafimi de nouveaux tubes lance-torpilles de 533 mm en un banc double à la place des deux bancs triples originaux.
Ce dernier fut capturé au Pirée, remis en service par les Allemands et coulé par le sous-marin grec Pipinos en 1944. Le Curtatone fut coulé en 1941 près de Saronikos en entrant dans un champ de mines, le Castelfidardo, capturé par les Allemands en 1943 fut coulé par les roquettes d’un Beaufighter de la RAF en 1944 à Heraklion, et enfin le Monzambano survécut à la guerre, restant en service jusqu’en 1951.

## Description
Ces navires avaient une longueur totale de 84,94 mètres, une largeur de 8,02 mètres et un tirant d'eau de 2,46 mètres. Ils déplaçaient 890 tonnes à charge normale, et 900 tonnes à pleine charge. Leur effectif était de 6 officiers et 102 sous-officiers et marins
Les Curtatone étaient propulsés par deux turbines à vapeur Zoelly, chacune entraînant un arbre d'hélice et utilisant la vapeur fournie par quatre chaudières Thornycroft. La puissance nominale des turbines était de 22 000 chevaux-vapeur (16 400 kW) pour une vitesse de 32 nœuds (59 km/h) en service. Ils avaient une autonomie de 1 800 milles nautiques (3 300 km) à une vitesse de 15 noeuds (28 km/h).
Leur batterie principale était composée de 2 canons jumelés Schneider-Armstrong Mod. 1919 de 102/45 mm. La défense antiaérienne (AA) des navires de la classe Curtatone était assurée par 2 canons simples Armstrong Mod. 1914 de 76/30 mm. Ils étaient équipés de 6 tubes lance-torpilles de 450 millimètres (21 pouces) dans deux supports triples au milieu du navire. Les Curtatone étaient également équipés d'un équipement pour le transport et la pose de 16 mines.

## Navires de la classe
Les quatre navires furent construits par le chantier naval des frères Orlando à Livourne.
| Calatafimi    | 17 mars 1923 | 24 mai 1924  | Capturé par les Allemands au Pirée le 9 septembre 1943, renommé TA19, coulé par le sous-marin grec Pipinos 19 août 1944 en mer Égée |
| Castelfidardo | 4 juin 1922  | 7 mars 1924  | Capturé par les Allemands au Pirée le 9 septembre 1943, renommé TA16, coulé par des avions alliés le 2 juin 1944 en mer Égée        |
| Curtatone     | 17 mars 1922 | 21 juin 1923 | Coulé par une mine près d'Athènes le 20 mai 1941                                                                                    |
| Monzambano    | 6 août 1923  | 4 juin 1923  | Retiré du service en avril 1951 |